# Ann-Eli Tafjord
Ann-Eli Tafjord (* 28. Juli 1976 in Ålesund) ist eine ehemalige norwegische Skilangläuferin.

## Werdegang
Tafjord, die für den Valldal IL startete, debütierte im März 2003 in Oslo im Skilanglauf-Weltcup und belegte dabei den 41. Platz über 30 km Freistil. Ihr erstes Rennen im Continental-Cup lief im Dezember 2002 in Gåsbu, das sie auf dem 16. Platz im Sprint beendete. Im Januar 2004 erreichte sie in Valkeakoski mit dem zweiten Platz über 5 km Freistil ihre erste Podestplatzierung im Continental-Cup. In der Saison 2004/05 kam sie im Scandinavian-Cup mit zwei Siegen und einem zweiten Platz auf den zweiten Platz in der Gesamtwertung. Im März 2005 holte sie in Lahti mit dem 17. Platz über 10 km Freistil und in Oslo mit dem 19. Rang über 30 km klassisch ihre ersten Weltcuppunkte. Im folgenden Jahr erreichte sie in Oslo bei ihren zehnten und damit letzten Weltcupeinsatz im Einzel mit dem zehnten Platz über 30 km Freistil ihre beste Platzierung im Weltcupeinzel. Bei norwegischen Meisterschaften belegte sie im Jahr 2003 den dritten Platz über 30 km und 2004 den dritten Platz in der Verfolgung. Im Jahr 2006 wurde sie norwegische Meisterin über 30 km.

## Siege bei Continental-Cup-Rennen
| Nr. | Datum            | Ort        | Disziplin        | Serie            |
| --- | ---------------- | ---------- | ---------------- | ---------------- |
| 1.  | 20. Februar 2005 | Sundsvall  | 15 km Verfolgung | Scandinavian Cup |
| 2.  | 27. Februar 2005 | Lapinlahti | 10 km Freistil   | Scandinavian Cup |